# Rap Machine
Albums de Disiz
Transe-Lucide
(2014) Pacifique
(2017)
Singles
Rap Machine est le 10e album studio du rappeur français Disiz, sorti le 1er juin 2015. 

## Contenu
Pour le premier extrait de son album intitulé Rap Machine, Disiz a décidé d'établir Les 10 Commandements du MC' à la manière de The Notorious B.I.G. ayant fait ceux du dealer dans son morceau Ten Crack Commandments de son album Life After Death, sorti en 1997.
Bête de Bombe 6 est le deuxième extrait de l'album Rap Machine de Disiz. Chaque artiste a son “classique”. Avant de toucher le succès avec J'pète les plombs en 2000, Disiz avait sortit un 1er maxi vinyle en solo qui contenait le 1er Bête de Bombe (C'que les gens veulent entendre). C'est ce titre que Joey Starr avait d'abord diffusé dans son émission Sky B.O.S.S sur Skyrock, créant le buzz autour du jeune rappeur d’Évry.
Abuzeur  est le 3e extrait de Rap Machine, dévoilé en exclusivité sur la radio Le Mouv' et publié le 6 mai 2015 sur YouTube, à la manière des 2 premiers extraits.
Lors de la semaine de sortie de l'album, 5 clips sont diffusés sur YouTube: Basic instinct (lundi), En réunion (mardi), Oto moto (mercredi), Chaque Week-end (samedi) et La promesse (dimanche).

## Liste des titres
| No  | Titre                                             | Durée |
| --- | ------------------------------------------------- | ----- |
| 1.  | Basic Instinct                                    | 3:59  |
| 2.  | Comme un rappeur (Wa ever)                        | 4:06  |
| 3.  | Oto Moto                                          | 2:41  |
| 4.  | Abuzeur                                           | 3:28  |
| 5.  | En réunion                                        | 3:51  |
| 6.  | Arrête la voiture / Elle attend son fils          | 5:58  |
| 7.  | Un jour j'ai fait un tag (feat. DJ Pone)          | 4:52  |
| 8.  | Bitchiz (feat. DJ Pone)                           | 3:22  |
| 9.  | Bonnie sans Clyde (feat. Margot Guera)            | 4:00  |
| 10. | Souveraine                                        | 4:59  |
| 11. | La promesse (feat. Youssoupha & Soprano)          | 6:41  |
| 12. | Chaque week-end                                   | 5:13  |
| 13. | Les 10 Commandements du MC                        | 3:35  |
| 14. | Bête de bombe 6                                   | 3:48  |
| 15. | Heureusement                                      | 4:16  |
| 16. | On s'comprend pas                                 | 4:34  |
| 17. | Year of the Dragon (Titre bonus • Édition iTunes) | 1:55  |
| 18. | Malcolm (Titre bonus • Édition iTunes)            | 3:53  |

### Édition Collector
| No  | Titre                                                                                    | Durée |
| --- | ---------------------------------------------------------------------------------------- | ----- |
| 1.  | Basic Instinct                                                                           | 3:59  |
| 2.  | Comme un rappeur (Wa ever)                                                               | 4:06  |
| 3.  | Oto Moto                                                                                 | 2:41  |
| 4.  | Abuzeur                                                                                  | 3:28  |
| 5.  | En réunion                                                                               | 3:51  |
| 6.  | Arrête la voiture / Elle attend son fils                                                 | 5:58  |
| 7.  | Un jour j'ai fait un tag (feat. DJ Pone)                                                 | 4:52  |
| 8.  | Menace (feat. Aelpeacha)                                                                 | 4:44  |
| 9.  | Bitchiz (feat. DJ Pone)                                                                  | 3:22  |
| 10. | Bonnie sans Clyde (feat. Margot Guera)                                                   | 4:00  |
| 11. | Souveraine                                                                               | 4:59  |
| 12. | La promesse (Remix) (feat. Dinos Punchlinovic, TiTo Prince, Youssoupha, Soprano & Hatik) | 10:51 |
| 13. | Chaque week-end (feat. Aelpeacha)                                                        | 5:54  |
| 14. | Les 10 Commandements du MC                                                               | 3:35  |
| 15. | Bête de bombe 6                                                                          | 3:48  |
| 16. | Heureusement                                                                             | 4:16  |